# Elephant House
Elephant House (även Ceylon Cold Stores Limited) är en dryckestillverkare från Sri Lanka och landets ledande tillverkare av kolsyrade drycker. Man tillverkar främst för den inhemska marknaden men flera av deras produkter importeras till bland annat Europa av mindre importörer.

## Drycker
- Ginger Beer
- Orange Barley
- Cream Soda
- Lemonade
- Necto
- Orange Crush
- Soda
- Peyawa